# Żabin Rybacki
Żabin Rybacki – osada w Polsce położona w województwie warmińsko-mazurskim, w powiecie gołdapskim, w gminie Banie Mazurskie, w sołectwie Jagiele. Wieś ta położona jest nad Jeziorem Jagielskim, stąd też jego nazwa. Miejscowość znajduje się w odległości 500 m od granicy z Rosją (obwodem królewieckim).
W latach 1975–1998 miejscowość administracyjnie należała do województwa suwalskiego.